# Castell de Vispieres
El castell de Vispieres són restes d'una torre de l'alta Edat Mitjana situada a la part alta del cim Vispieres, al terme municipal de Santillana del Mar (Cantàbria). D'aquesta torre fortificada només queden les restes dels murs en una estat ruïnós. La torre, popularment anomenada castell, és en realitat un recinte d'11 x 12 metres, a la llum de les restes que es conserven de maçoneria unida amb morter. Al seu torn, aquesta edificació es va construir sobre les restes d'una fortalesa romana que exercia funcions de talaia sobre la via d'Agrippa. Plini el Vell va parlar en la seva obra Naturalis Historia d'un castro càntabre que s'ha relacionat amb aquest lloc i sobre el qual s'hauria construït la fortificació romana.
La construcció medieval va pertànyer a la reialesa fins que al segle xiv Alfons XI de Castella ho va llegar al seu fill Tello. Després va ser propietat dels marquesos de Santillana. La torre probablement va ser abandonada al segle xvi. El Diccionario geográfico-estadístico de España y Portugal de 1827 ja recull que del castell de Vispieres només quedaven les parets.